# ۳۶۳ (قمری)
۳۶۳ (قمری)، سیصد و شصت و سومین سال در گاهشماری هجری قمری است. اول محرم این سال برابر با هفتم اکتبر سال ۹۷۳ میلادی است.